# 보잉 C-40 클리퍼

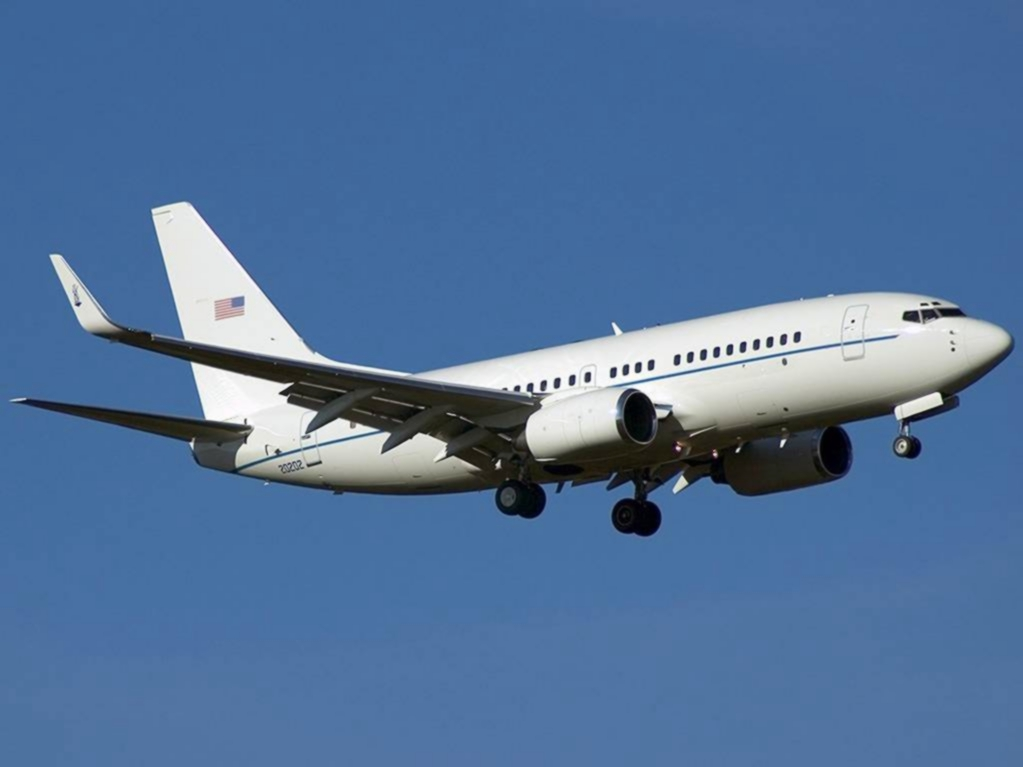
미국 공군 C-40C 클리퍼

보잉 C-40 클리퍼는 미국 정부의 전용기이다.

## 역사
보잉 737-700C 여객기를 군용기로 개조했다. 미국 해군 C-40A는 클리퍼라고 부르는데, 미국 공군 C-40B/C는 이름이 없다. 그러나 그냥 모두 클리퍼라고도 부른다.
2001년 4월 21일 소개되었다. 대당 7천만 달러(840억원)이며, 21대가 생산되었다.
미국 해군은 기존의 C-9B 스카이트레인 II를 교체하기 위해서 클리퍼를 주문했다.
2020년 7월 7일, 스티븐 비건 미국 국무부 부장관 겸 대북특별대표가 경기도 오산 공군기지를 통해 방한했다. 클리퍼를 타고 왔다.
보잉 737은 보잉 여객기 중에 가장 작은 모델로, 보통 저가 항공사들이 중단거리 여객 노선에 투입한다. 태평양 횡단을 할 수 없다. 그러나, 화물칸에 연료탱크를 9개 추가하면 서울 뉴욕 11,200 km를 논스톱으로 비행할 수 있다. 클리퍼는 일반 보잉 737 보다 항속거리가 긴 9600 km 이므로, 내부에 연료탱크를 옵션으로 추가한 것으로 보인다. 그러나 서울 뉴욕 11,200 km를 논스톱으로 비행할 수는 없다. 한국 공군은 대통령 전용기인 공군 2호기로 보잉 737를 보유하고 있는데, 내부에 연료탱크를 추가하지 않아서 서울 뉴욕 논스톱이 불가능하다고 한다. 그러나, 이재용 삼성전자 부회장의 보잉 737 전용기는 서울 뉴욕 논스톱이 가능하다고 알려져 있다.

## 버전
C-40A 클리퍼미국 해군. 보잉 737-700 개조. 15대 배치
C-40B미국 공군. 보잉 737-700 개조. 42인승. 첨단 통신장비. 4대 배치
C-40C미국 공군. 보잉 737-700 개조. 111인승. 첨단 통신장비 제거. 7대 배치

## 같이 보기
- 군용 수송기